# 1. deild islandzka w piłce nożnej (2012)
1. deild 2012 – 58. edycja 2 poziomu rozgrywek piłki nożnej na Islandii. 
Brało w niej udział 12 drużyn, które w okresie od 9 maja do 21 września 2012 rozegrały 22 kolejki meczów. 
Promocję uzyskały Þór Akureyri i Víkingur Ólafsvík.

## Drużyny
| Uczestnicy poprzedniej edycji                                                                                 | Uczestnicy poprzedniej edycji | Uczestnicy poprzedniej edycji | Uczestnicy poprzedniej edycji |
| --- | ----------------------------- | ----------------------------- | ----------------------------- |
| HAU | Haukar                        | 3                             |                               |
| VÍO | Víkingur Ólafsvík             | 4                             |                               |
| FJÖ | Fjölnir                       | 5                             |                               |
| BÍB | BÍ/Bolungarvík                | 6                             |                               |
| ÞRR | Þróttur Reykjavík             | 7                             |                               |
| KA | KA Akureyri                   | 8                             |                               |
| ÍRE | ÍR                            | 9                             |                               |
| LEI | Leiknir                       | 10                            |                               |
| Spadek z Úrvalsdeild                                                                                          |                               |                               |                               |
| ÞÓR | Þór Akureyri                  | 11                            |                               |
| VÍR | Víkingur Reykjavík            | 12                            |                               |
| Awans z 2. deild karla                                                                                        |                               |                               |                               |
| TIN | Tindastóll                    | 1                             |                               |
| HÖT | Höttur                        | 2                             |                               |
| Oznaczenia: - kolumna pierwsza – skróty nazw drużyn, - kolumna trzecia – miejsce zajęte w poprzednim sezonie. |                               |                               |                               |

## Tabela
| Lp. | Drużyna               | M  | Z  | R | P  | B+ | B- | +/– | Pkt | Awans lub spadek         |
| --- | --------------------- | -- | -- | - | -- | -- | -- | --- | --- | ------------------------ |
| 1   | Þór Akureyri (M, A)   | 22 | 16 | 2 | 4  | 40 | 20 | +20 | 50  | awans do Úrvalsdeild     |
| 2   | Víkingur Ólafsvík (A) | 22 | 13 | 3 | 6  | 36 | 21 | +15 | 42  | awans do Úrvalsdeild     |
| 3   | Þróttur Reykjavík     | 22 | 9  | 6 | 7  | 34 | 26 | +8  | 33  |                          |
| 4   | KA                    | 22 | 9  | 6 | 7  | 34 | 30 | +4  | 33  |                          |
| 5   | Haukar                | 22 | 9  | 6 | 7  | 23 | 25 | −2  | 33  |                          |
| 6   | Víkingur Reykjavík    | 22 | 8  | 7 | 7  | 34 | 31 | +3  | 31  |                          |
| 7   | Fjölnir               | 22 | 7  | 8 | 7  | 39 | 26 | +13 | 29  |                          |
| 8   | Tindastóll            | 22 | 8  | 3 | 11 | 34 | 42 | −8  | 27  |                          |
| 9   | BÍ/Bolungarvík        | 22 | 6  | 8 | 8  | 31 | 37 | −6  | 26  |                          |
| 10  | Leiknir Reykjavík     | 22 | 6  | 7 | 9  | 33 | 36 | −3  | 25  |                          |
| 11  | Höttur (S)            | 22 | 5  | 6 | 11 | 30 | 41 | −11 | 21  | spadek do 2. deild karla |
| 12  | ÍR Reykjavík (S)      | 22 | 4  | 2 | 16 | 19 | 52 | −33 | 14  | spadek do 2. deild karla |

## Wyniki
| Gospodarz \ Gość   | BÍB | FJÖ | HAU | HÖT | ÍR  | KA  | LER | TIN | VÍK | VÍO | ÞÓR | ÞRÓ |
| ------------------ | --- | --- | --- | --- | --- | --- | --- | --- | --- | --- | --- | --- |
| BÍ/Bolungarvík     |     | 2–2 | 0–0 | 3–1 | 2–1 | 0–0 | 4–3 | 2–5 | 0–0 | 1–2 | 1–2 | 2–0 |
| Fjölnir            | 2–2 |     | 4–0 | 1–2 | 3–0 | 3–1 | 2–1 | 2–0 | 1–1 | 1–2 | 0–0 | 1–3 |
| Haukar             | 3–0 | 1–0 |     | 0–0 | 2–1 | 0–2 | 2–1 | 2–0 | 2–0 | 0–2 | 1–0 | 0–3 |
| Höttur             | 0–0 | 0–0 | 0–0 |     | 5–1 | 2–0 | 2–3 | 2–3 | 5–2 | 0–3 | 1–2 | 0–0 |
| ÍR Reykjavík       | 1–5 | 0–5 | 0–2 | 2–1 |     | 3–2 | 2–1 | 0–4 | 0–3 | 0–1 | 1–2 | 0–0 |
| KA                 | 2–2 | 2–1 | 2–2 | 4–1 | 5–1 |     | 1–2 | 2–2 | 1–1 | 0–4 | 3–2 | 1–0 |
| Leiknir Reykjavík  | 2–1 | 0–0 | 2–2 | 6–1 | 2–0 | 1–3 |     | 1–1 | 0–0 | 1–1 | 1–5 | 1–2 |
| Tindastóll         | 0–1 | 2–1 | 0–1 | 6–2 | 2–4 | 0–0 | 2–1 |     | 3–1 | 0–1 | 0–1 | 3–1 |
| Víkingur Reykjavík | 3–0 | 2–6 | 3–1 | 2–2 | 1–0 | 0–1 | 1–1 | 5–0 |     | 2–1 | 1–3 | 0–1 |
| Víkingur Ólafsvík  | 4–0 | 1–1 | 2–0 | 1–0 | 1–0 | 0–1 | 0–1 | 2–1 | 3–3 |     | 1–2 | 2–1 |
| Þór Akureyri       | 3–2 | 1–0 | 2–1 | 1–0 | 2–2 | 1–0 | 2–0 | 4–0 | 0–2 | 2–1 |     | 3–1 |
| Þróttur Reykjavík  | 1–1 | 3–3 | 1–1 | 1–3 | 1–0 | 2–1 | 2–2 | 6–0 | 0–1 | 4–1 | 1–0 |     |

## Najlepsi strzelcy
| Bramki | Strzelcy                      | Drużyna            |
| ------ | ----------------------------- | ------------------ |
| 10     | Guðmundur Steinn Hafsteinsson | Víkingur Ólafsvík  |
| 9      | Hjörtur Júlíus Hjartarson     | Víkingur Reykjavík |
| 9      | Ólafur Hrannar Kristjánsson   | Leiknir Reykjavík  |
| 9      | Sigurður Egill Lárusson       | Víkingur Reykjavík |
| 9      | Ármann Pétur Ævarsson         | Þór Akureyri       |
| 8      | Elvar Þór Ægisson             | Höttur             |
| 7      | Ben J. Everson                | Tindastóll         |
| 7      | Helgi Pétur Magnússon         | Þróttur Reykjavík  |
| 7      | Davíð Einarsson               | Höttur             |
| 7      | Hallgrímur Mar Steingrímsson  | KA                 |
| 7      | Magnús Páll Gunnarsson        | Haukar             |

Źródło: 